# لينكولن (لاعب كرة قدم)
لينكولن كوريا دوس سانتوس (بالبرتغالية: Lincoln Corrêa dos Santos‏) هو لاعب كرة قدم برازيلي، ولد في 16 ديسمبر 2000 في سيرا، إسبيريتو سانتو في البرازيل. لعب مع نادي فلامنغو.

## وصلات خارجية
- لينكولن على موقع رابطة كرة القدم اليابانية للمحترفين (اليابانية)
- لينكولن على موقع إي إس بي إن إف سي (الإنجليزية)
- لينكولن على موقع قاعدة بيانات كرة القدم.إي يو (الإنجليزية)
- لينكولن على موقع ليكيب (الفرنسية)
- لينكولن على موقع Soccerbase.com (لاعب) (الإنجليزية)
- لينكولن على موقع Soccerway.com (الإنجليزية)
- لينكولن على موقع عالم كرة القدم.نت (الإنجليزية)
- لينكولن على موقع AS.com (الإسبانية)